# Három majom
A Három majom ( török nyelven Üç Maymun) 2008-ban bemutatott török filmdráma Nuri Bilge Ceylan rendezésében. A rendező ezzel a filmmel nyerte el a legjobb rendezés díját a 2008-as cannes-i fesztiválon. Első török filmként bekerült a legjobb nemzetközi játékfilmnek járó Oscar-díj szűkített listájára. Magyarországon a Mozinet forgalmazta.

## Cselekménye
Servet (Ercan Kesal), egy gazdag üzletember, aki politikusként a választási kampányra készül, egyedül és álmosan vezetve autóját elüt egy gyalogost, és elmenekül a helyszínről. Telefonon azonnali találkozót kér sofőrjétől, Eyüptől (Yavuz Bingöl), és ráveszi, hogy vállalja magára a baleset okozását. Cserébe a börtönbüntetés ideje alatt tovább folyósítja fizetését Eyüp családjának, és kiszabadulásakor egy nagyobb összeget is fizet neki. Eyüp elfogadja az alkut.
Telik az idő, és Eyüp fia, Ismail (Ahmet Rıfat Şungar) ismét nem jut be az egyetemre. Anyja, Hacer (Hatice Aslan), aki egy gyári étkezdében dolgozik, aggódik fiáért, és szeretné, ha az munkába állna. İsmail iskolabuszt vezetne, de a családnak nincs pénze a vállalkozás elindításához, ezért İsmail ráveszi anyját, hogy kérjen előleget Servettől, anélkül, hogy Eyüpnek szólna. Hacer találkozik Servettel, és pénzt kér tőle. Hazafelé úton Servet meglátja a nőt a buszmegállóban, és autóval hazaviszi.
Ismét telik az idő, és İsmail készül meglátogatni az apját. Rájön, hogy anyjának viszonya van Servettel, de nem tesz semmit. Eyüp kilenc hónap után kiszabadul a börtönből, és észreveszi, hogy a dolgok furcsán mennek a családjában. Hacer szerelmes Servetbe, és folytatni akarja viszonyukat, de Servet nem ért ezzel egyet. Éjjel Hacert és Eyüpöt beidézik a  rendőrségre, ahol megtudják, hogy Servetet meggyilkolták. A kihallgatás során Eyüp megtudja, hogy Hacer megcsalja, de tagadja, hogy tudott volna erről.  İsmail bevallja anyjának, hogy ő ölte meg Servetet. Eyüp elmegy a mecsetbe, hogy megnyugodjon, utána rávesz egy szegény embert, Bayramot, hogy vállalja magára a gyilkosságot.

## Fogadtatása
A Három majom összességében pozitív kritikákat kapott. A Rotten Tomatoes oldalon 62 kritika alapján 77%-os értékelést ért el; a több mint 2500 nézői értékelés átlaga 72%. A Metacritic oldalon 14 kritikustól 73 pontot kapott a lehetséges 100-ból. A Kritikus tömeg weboldalon 3,8-as átlagpontszámot ért el a lehetséges 5-ből.

## Díjai
A filmet a 2008-as cannes-i fesztivál versenyében mutatták be május 16-án; tíz nappal később Ceylan elnyerte a legjobb rendezés díját. A Haifai Nemzetközi Filmfesztiválon Arany Horgony díjat nyert. A legjobb speciális effektusokért járó díjat nyerte az Antalyai Nemzetközi Filmfesztiválon, valamint a Siyad-díjat a kapcsolódó Eurasia Vásár- és Fesztiválon. Az Osian's Cinefan fesztiválon legjobb rendezői díjjal ismerték el, operatőre a Manaki Testvérek Filmfesztiválon Moszfilm-díjat nyert.

## Fordítás
Ez a szócikk részben vagy egészben  a   Three Monkeys című angol Wikipédia-szócikk ezen változatának fordításán alapul.  Az eredeti cikk szerkesztőit annak laptörténete sorolja fel. Ez a jelzés csupán a megfogalmazás eredetét és a szerzői jogokat jelzi, nem szolgál a cikkben szereplő információk forrásmegjelöléseként.